# یوهان فریدریش فون برانت
یوهان فریدریش فون برانت (انگلیسی: Johann Friedrich von Brandt؛ زاده ۲۵ مهٔ ۱۸۰۲ درگذشته ۱۵ ژوئیهٔ ۱۸۷۹) یک زیست شناس اهل آلمان بود.